# Ichneumon militator
Ichneumon militator là một loài tò vò trong họ Ichneumonidae.